# Paragryllodes centralis
Paragryllodes centralis är en insektsart som beskrevs av Desutter-grandcolas 1999. Paragryllodes centralis ingår i släktet Paragryllodes och familjen syrsor. Inga underarter finns listade i Catalogue of Life.